# Паршин, Сергей Иванович
Серге́й Ива́нович Па́ршин (28 мая 1952, Кохтла-Ярве, Ида-Вирумаа, Эстонская ССР, СССР) — советский и российский актёр театра и кино, народный артист Российской Федерации (1999), лауреат Государственной премии Российской Федерации.

## Биография
Родился 28 мая 1952 года в городе Кохтла-Ярве Эстонской ССР в семье шахтёров Ивана Дмитриевича и Софьи Петровны Паршиных. Был крещён отцом Алексием, который в будущем стал Патриархом Московским и Всея Руси Алексием II.
В 1973 году окончил ЛГИТМиК (ныне — РГИСИ; мастерская Василия Меркурьева и Ирины Мейерхольд). Ещё будучи студентом играл в спектаклях Александринского театра (тогда Пушкинского). По окончании театрального ВУЗа был принят в труппу Александринского театра.
Через три года работы в театре к актёру пришёл первый успех. О его исполнении роли Труффальдино в спектакле «Зелёная птичка» по пьесе Карло Гоцци критика писала:

Плутоватый и остроумный, его герой запомнился зрителям как одно из ярких достижений спектакля. Дело тут и в уверенном владении техникой, и в так свойственном молодому артисту чувстве юмора, умении смеяться над своим персонажем и в то же время прощать ему, видеть в герое что-то близкое себе.

Исполнял роль солдата Ивана Варежкина в популярной детской программе «Сказка за сказкой» Ленинградского телевидения. Сотрудничает с драматическим театром «Приют Комедианта».
Кроме работы в театре и кино, активно занимается дубляжом. Его первая работа в данной сфере — дубляж роли Стивена Коллинза во французско-немецком фильме «Федора» под руководством Валерия Чечунова на киностудии «Ленфильм». Обладает мягким и добрым голосом, среди озвученных им персонажей — профессор Максимилиан П. Артуро в исполнении Джона Рис-Дэвиса (сериал «Скользящие»), Обеликс в исполнении Жерара Депардьё, агент Кей в исполнении Томми Ли Джонса («Люди в чёрном 3») и другие.
Известен по ролям в телерекламе, начал сниматься в ней, чтобы оплатить лечение больной раком жены.
В апреле 2003 года на телеканале «Культура» был показан документальный цикл «Тайны древней столицы» (8 серий), где Сергей Паршин исполнил роль ведущего как в кадре, так и за кадром. В 2012—2013 годах был ведущим познавательной программы «Прожиточный минимум» на телеканале 100ТВ, в 2014—2015 годах — цикла «Пешком в историю». В 2017 году — ведущий в цикле программ «Отражение событий 1917 года» телеканала «Вместе-РФ».
Секретарь Союза театральных деятелей Российской Федерации, также по совместительству является председателем Санкт-Петербургского регионального отделения.

## Общественная позиция
Сергей Паршин поддержал военное вторжение России на Украину .

## Личная жизнь

### Семья
Отец — Иван Дмитриевич Паршин.
Мать — Софья Петровна Паршина.
Первая жена — Татьяна Фёдоровна Астратьева (1950—2006), актриса, театральный режиссёр-педагог в Школе русской драмы имени И. О. Горбачёва. Познакомилась с Паршиным в ЛГИТМиКе и вышла замуж за него в 1971 году. Скончалась от рака.
Сын — Иван Паршин (род. 1973), актёр театра, кино и дубляжа, наиболее известен работой в сериале "Морские дьяволы" в роли Бориса Тарасова (Бизон). 
Вторая жена — Наталья Кутасова (род. 1955), актриса, работает в Драматическом театре на Васильевском. В браке с 2008 года.

### Увлечения
Болельщик футбольного клуба «Зенит», изначально болел за московский «Спартак».

## Признание и награды
- 1988 год — Заслуженный артист РСФСР.
- 8 января 1999 года — Народный артист Российской Федерации — за большие заслуги в области искусстве[1].
- 2003 год — Государственная премия Российской Федерации — за роль Городничего в спектакле «Ревизор» (реж. В. Фокин).
- 17 апреля 2006 года — Орден Почёта — за большой вклад в развитие театрального искусства и достигнутые творческие успехи[15].
- 2010 год — награждён высшей петербургской премией «Золотой софит» в номинации «Лучшая роль второго плана».
- 20 сентября 2016 года — Орден Дружбы — за заслуги в развитии отечественной культуры и искусства, средств массовой информации, многолетнюю плодотворную деятельность[16]
- 25 августа 2022 года — Орден «За заслуги в культуре и искусстве» — за большой вклад в развитие отечественной культуры и искусства, многолетнюю плодотворную деятельность[17].

## Творчество

### Роли в театре

#### Студенческие спектакли
- «Валентин и Валентина» Михаила Рощина
- «Тартюф» Мольера
- «Любовь, джаз и чёрт» Ю. Грушеса

#### Александринский театр
- 1973 — «Иней на стогах» Л. Моисеева
- 1973 — «Час пик» Е. Ставиньского
- 1973 — «Горячее сердце» А.Островского
- 1973 — «На дне» М. Горького
- 1974 — «Похождения Чичикова» по Н. В. Гоголю
- 1976 — «Зелёная птичка» Карло Гоцци. Режиссёр: Н. Шейко — Труффальдино
- 1977 — «Аэропорт» А. Хейли — Джордан
- 1977 — «Рембрандт» Д. Кедрина — Баннинг Кук
- 1978 — «Унтиловск» Леонида Леонова — Редкозубов
- 1980 — «Тринадцатый председатель» А. Абдуллина — Кудашев
- 1981 — «Иванов» А. П. Чехова — Боркин
- 1983 — «Мелодия для павлина» Освальда Заградника — Белан
- 1996 — «Три сестры» А. П. Чехова. Режиссёр: Ростислав Горяев — Андрей Прозоров
- 1997 — «Сказание о царе Петре и убиенном сыне его Алексее» Ф. Горенштейна. Режиссёр: Александр Галибин — Толстой
- 2002 — «Ревизор» Н. В. Гоголя. Режиссёр: Валерий Фокин — Ревизор

### Фильмография
- 1973 — Умные вещи — музыкант
- 1978 — Завьяловские чудики — Егорка
- 1981 — Россия молодая — Александр Данилович Меншиков
- 1981 — Товарищ Иннокентий — Петров
- 1982 — Ослиная шкура — Рыжий
- 1982 — Полесская хроника
- 1982 — С тех пор, как мы вместе — Анатолий, брат Нади
- 1983 — За синими ночами — Юра, муж Гали Кузнецовой
- 1983 — Место действия — шофёр Бесфамильный
- 1983 — Семь часов до гибели — Евгений Александрович, кандидат медицинских наук
- 1983 — Приключения Шерлока Холмса и доктора Ватсона: Сокровища Агры — полисмен Джеймс, охраняющий ларец с сокровищами (2 серия) (нет в титрах)
- 1984 — Пусть цветёт иван-чай — милиционер
- 1984 — И вот пришёл Бумбо — Рауль де Бражелон, борец, служащий цирка Прожилов
- 1985 — Зимняя вишня — спортсмен Саша
- 1985 — В стреляющей глуши — Митрий Хромов
- 1986 — Левша — тульский мастер-оружейник
- 1986 — Алый камень — Степан Егорышев
- 1987 — Зеркало для героя — шахтёр-стахановец Пухарев
- 1987 — Счастливо оставаться! (короткометражный) — Александр Борисович Лобанов, старший тренер женской сборной
- 1987 — Остров погибших кораблей — русский матрос
- 1988 — Клад — Михаил
- 1989 — Бродячий автобус — пьяница-колхозник
- 1989 — Кончина — Лёха (озвучил другой актёр)
- 1990 — Анекдоты — Нечипоренко, санитар / забияка на свадьбе / сотрудник НКВД / милиционер
- 1990 — Рой — Тимофей Заварзин, инспектор рыбнадзора, многодетный отец
- 1990 — Хранители — Том Бомбадил
- 1991 — Пока гром не грянет — Алексей Воронин
- 1992 — 22 июня, ровно в 4 часа… — Василий Брагин
- 1992 — Лестница света
- 1992 — Сны о России — русский морской офицер
- 1992 — Ты у меня одна — Взрослый Лёша Коливанов (на фотографии)
- 1993 — Макаров — меценат-бандит Савелий Фунтов
- 1994 — Прохиндиада 2 — рэкетир Паша
- 1994 — Самолёт летит в Россию — Иван, деревенский тракторист
- 1994 — Русский транзит — художник Фёдор (Фэд)
- 1995 — Время печали ещё не пришло — Гриня / Григорий Печкин
- 1995 — Зимняя вишня — хоккеист Саша
- 1995 — Улицы разбитых фонарей (серия «Попутчики») — Валерий Петрович Шаахов, владелец автомастерской
- 1997 — Анна Каренина[18] — камердинер доктора
- 1999 — Страстной бульвар — Юрий, пассажир с сынишкой
- 2001 — Дикарка — Михаил Тарасыч Боев, сосед Ашметьевых и Зубарева
- 2001 — Начальник каруселей — эпизод
- 2001 — Сказ про Федота-стрельца — Шотландский посол
- 2001 — Ниро Вульф и Арчи Гудвин — Фергус Крамер, инспектор полиции
- 2001—2003 — Вовочка — Бывалый
- 2001—2004 — Чёрный ворон — Вячеслав Михайлович Лимонтьев, академик, руководитель проекта по добыче алмазов
- 2002 — У нас все дома — эпизод
- 2003 — Вечерний звон — отец Коляна
- 2004 — Опера. Хроники убойного отдела — подполковник Мартынюк
- 2004 — Рагин — Топтун
- 2004 — Сыщики-3 — майор Григорий Романович Горищёкин
- 2003 — Тимур и его коммандос — отец Жени и Ольги
- 2004 — Шанс (короткометражный) — посетитель
- 2004 — Гибель империи — Рябиков
- 2004 — Новые приключения Ниро Вульфа и Арчи Гудвина[18] — Фергус Крамер, инспектор полиции
- 2005 — Свой человек — Георгий Александрович Каштанов
- 2005 — Бой с тенью — отец Вики
- 2005 — Сыщики-4 — майор Григорий Романович Горищёкин
- 2006 — Секретные поручения — Курлов, отец Сергея
- 2006 — Похищение воробья — Александр Александрович Поживаев
- 2007 — Псевдоним «Албанец» (телесериал) Псевдоним «Албанец» — генерал Семён Петрович Ремезов
- 2007 — Гаишники — профессор университета (фильм № 3 «Криминальный профессор»)
- 2007 — Дело чести — Белов
- 2007 — Любовь под надзором — Сергей Громов, отец Насти
- 2007 — Ночные посетители — Матвей, главный режиссёр театра
- 2008 — Жизнь, которой не было — Сергей Николаевич Гусев
- 2008 — Псевдоним «Албанец»-2 — генерал Семён Петрович Ремезов
- 2009 — Лейтенант Суворов — Георгий Самохин, бывший офицер царской армии
- 2009 — Последний кордон — Александр Ильич Кульбаба, старший лесничий
- 2009 — Хозяйка тайги — Владлен Андреевич, прокурор
- 2009—2011 — Тучи над холмами — русский генерал Куропаткин
- 2010 — Псевдоним «Албанец»-3 — генерал Семён Петрович Ремезов
- 2011 — Последний кордон. Продолжение — Александр Ильич Кульбаба, старший лесничий
- 2011 — Чистая проба — Ким Семёнович Товстик, отец Семёна
- 2012 — Виктория — Михаил Павлович, отец Виктории
- 2012 — Наружное наблюдение — Гена
- 2012 — Псевдоним «Албанец»-4 — генерал Семён Петрович Ремезов
- 2013 — Мама будет против — Пётр Гаврилович Тюленев
- 2013 — Незабудки — Матвей Николаевич, сосед Артёма по комнате
- 2014 — Кто-то теряет, кто-то находит — Семён Данилович Кремнев, отец Клима
- 2015 — Лучше не бывает — Пяткин, генерал, дедушка Леры
- 2015 — Неразрезанные страницы — Игорь Владимирович Никоненко, полковник
- 2015 — Рождённая звездой — эпизод
- 2017 — Лачуга должника — Алексей Степанович Турбинин, отец Эллы
- 2017 — Лабиринты — Аркадий Михайлович, отец Марины
- 2018 — Одна жизнь на двоих — Егор Ильич Капитонов, секретарь Ленинградского обкома
- 2018 — Мельник — Андрей Андреевич Кочетков, друг Мельника, опер на пенсии
- 2018—2019 — Три в одном — Юрий Семёнович, отец Инги
- 2018 — Семейная тайна — Станислав Михайлович
- 2018—2020 — Реализация — Василий Фёдорович Трубилин, генерал-майор полиции, начальник ГУ МВД по Санкт-Петербургу и Ленинградской области
- 2019 — Крик тишины — Трифонов
- 2019 — Тайны следствия. XIX век — Беляев
- 2020 — Пояс Ориона — генерал Липницкий
- 2020 — Серьга Артемиды — генерал Липницкий
- 2024 — 10 дней до весны — Агафонов

## Дубляж и закадровое озвучивание

### Фильмы
- 1978 — Федора — Барри Детвайлер в молодости (Стивен Коллинз)[19]
- 1981 — Рэгтайм — Колхауз Уокер-младший (Говард Роллинз)[19]
- 1986 — Тихое следствие — инженер (роль Валентина Смирнитского)
- 1990 — Адвокат — Иван Запарин (роль Юозаса Киселюса)
- 1992 — Дракула Брэма Стокера[5] — граф Дракула (Гэри Олдмен) (для проката в 1992)
- 1992 — Захват — Кейси Райбэк (Стивен Сигал)[19]
- 1997 — Титаник[20] — Льюис Бодин (Льюис Абернати), Томми Райан (Джейсон Бэрри)
- 1998 — Армагеддон[20] — Чарльз Чаппл (Уилл Паттон)
- 1999 — Стюарт Литтл — кот Снежок[19]
- 2001 — Планета обезьян[20] — сенатор Надо (Гленн Шэдикс)
- 2001 — Властелин колец: Братство Кольца[20] — часть мужских ролей — закадровый перевод (режиссёрская версия)
- 2002 — Астерикс и Обеликс: Миссия «Клеопатра»[20] — Обеликс (Жерар Депардьё)
- 2002 — Стюарт Литтл 2 — кот Снежок[19]
- 2004 — Человек-паук 2 — Отто Октавиус / Доктор Осьминог (Альфред Молина)[21][22]
- 2006 — Розовая пантера[20] — жандарм Жильбер Понтон (Жан Рено)
- 2011 — Смурфики — Папа Смурф[19]
- 2011 — Пираты Карибского моря: На странных берегах[20] — Генри Пелэм (Роджер Аллам)

### Сериалы
- 1989—1990 — Просто Мария[18][5] — Виктор Каррено (Хайме Гарса); Герман Каррено (Порфирио Бас); Клементе Рейес (Константино Костас), Эстебан (Хосе Роберто Хилл); Доктор Альберто Ривера (Сервандо Манцетти); Хосе Игнасио Лопес (Тоньо Маури)

### Мультфильмы
- 2001 — Корпорация монстров — Салли[23]
- 2010 — История игрушек: Большой побег — Лотсо[24]
- 2011 — Смешарики. ПИН-код — Белые медведи (серия № 17 «Хранительница»)
- 2013 — Университет монстров — Салли[23]
- 2020 — Царский сын (из мультсериала «Гора самоцветов», анимационный) — читает текст заставки
- 2020 — Послушание (из мультсериала «Гора самоцветов», анимационный) — читает текст заставки